# Mariene ecoregio Westelijk en Noordelijk Madagaskar
De Mariene ecoregio Westelijk en Noordelijk Madagaskar (100) (Engels: Western and Northern Madagascar marine ecoregion) is een biogeografische regio en ligt in het westen van de Indische Oceaan in de Mariene provincie Westelijke Indische Oceaan (20) in het Marien rijk Westelijke Indo-Pacific. De mariene ecoregio is vastgesteld door het World Wide Fund for Nature en The Nature Conservancy en is vernoemd naar Madagaskar.
In het westen grenst het gebied aan de mariene ecoregio Sofalabaai/Moeraskust (101), in het noordwesten aan de mariene ecoregio Oost-Afrikaanse Koraalkust (95), in het noorden aan de mariene ecoregio Seychellen (96), in het oosten aan de mariene ecoregio Cargados Carajos/Tromelin (97) en in het zuidoosten aan de mariene ecoregio Zuidoostelijk Madagaskar (99). Naar het zuidoosten ligt de mariene ecoregio Mascarenen (98).

## Geografie
De mariene ecoregio ligt in het westen van de Indische Oceaan voor de westkust, noordkust en noordoostkust van Madagaskar en de eilandengroep de Comoren. Het gebied strekt zich uit van de stad Toamasina tot aan de zuidpunt van het eiland Madagaskar.
Door het gebied stromen de Noord-Madagaskarstroom en de Mozambiquestroom.

## Biogeografie
Het gebied kent zeeleven dat houdt van tropische temperaturen.